# Грін-Рівер (формація)

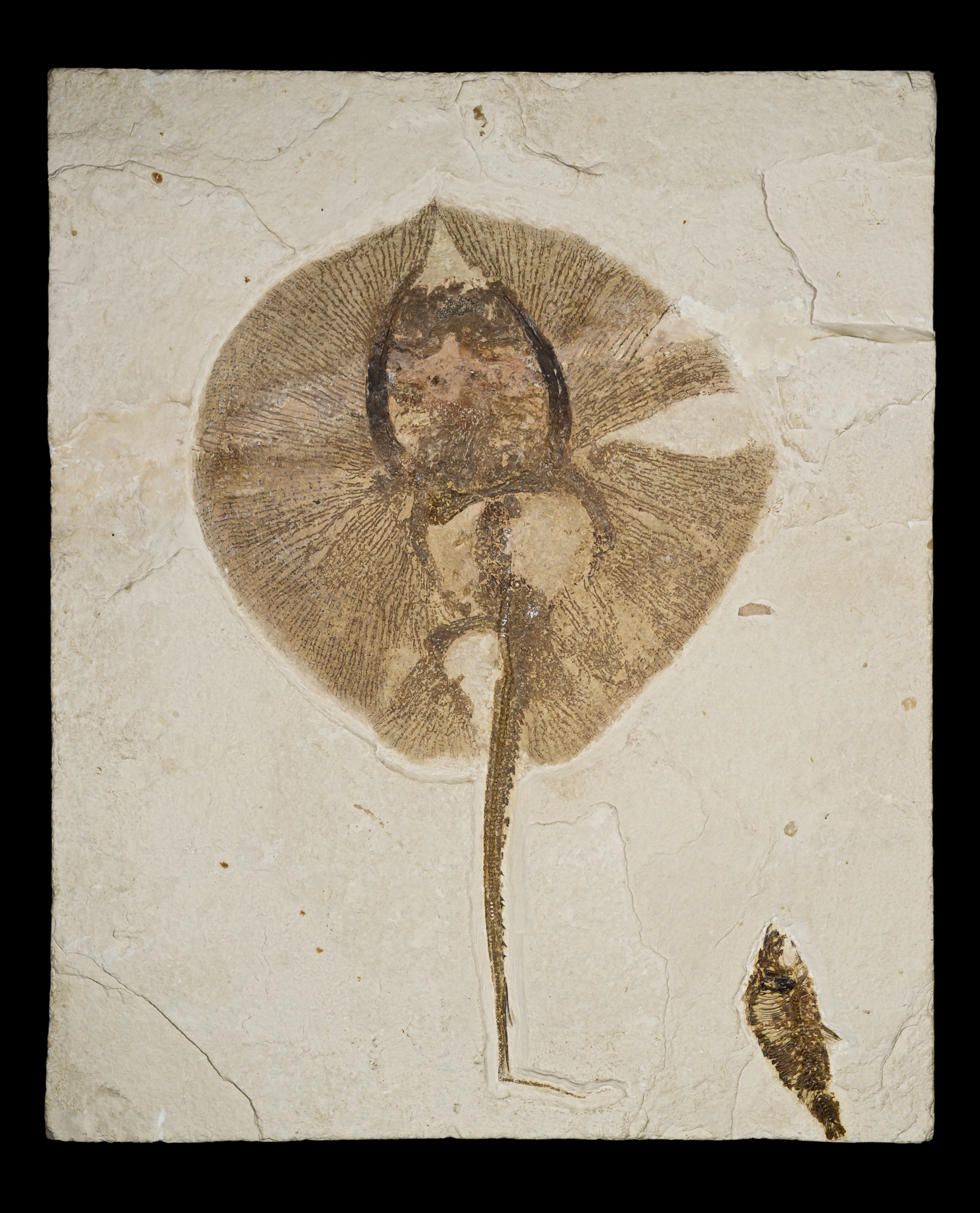
Heliobatis radians (скат), формація Грін-Рівер, Національний пам'ятник Фоссіл-Батт.

Формація Грін-Рівер (англ. Green River Formation) — еоценова геологічна формація в Північній Америці. Вона фіксує відкладення в групі міжгірських озер у трьох басейнах уздовж сучасної річки Грін-Рівер у штатах Колорадо, Вайомінгу та Юті. Осади лежать дуже тонкими шарами — темним шаром протягом вегетаційного періоду та світлим неорганічним шаром у сухий сезон. Кожна пара шарів називається варвою і позначає один рік. Відкладення формації Грін-Рівер представляють безперервний запис шести мільйонів років. Середня товщина варви тут становить 0,18 мм з мінімальною товщиною 0,014 мм і максимумом 9,8 мм.
Осадові шари утворилися на великій території, вздовж річки Грін, притоки річки Колорадо. Три окремі басейни розташовані навколо гір Уїнта (північ, схід і південь) на північному сході Юти:
- регіон на північному заході Колорадо на схід від Уїнти
- більша територія в південно-західному кутку штату Вайомінг на північ від Уїнти, відома як озеро Госіут
- найбільша територія на північному сході Юти та західному Колорадо на південь від Уїнти, відома як озеро Уїнта.

Національний пам'ятник Фоссіл-Батт в окрузі Лінкольн, штат Вайомінг, і містить велику кількість надзвичайно добре збережених скам'янілостей риб.

## Літологія та формування
Формування середовищ міжгірських басейнів/озер протягом еоцену стало результатом горотворення та підняття Скелястих гір (пізньокрейдовий Сев'єрський орогенез і палеогеновий Ларамійський орогенез). Тектонічні височини постачали еоценові басейни осадами з усіх боків: гори Уїнта в центрі; гори Вінд-Рівер на півночі; Передовий хребет, Парк-Рейндж і хребет Саватч Скелястих гір Колорадо на сході; плато Анкомпагре та гори Сан-Хуан на півдні і гори Васатч у штаті Юта та хребти східного Айдахо на заході.
Літологія озерних відкладень різноманітна і включає пісковики, аргіліти, алевроліти, горючі сланці, вугільні пласти, соляні евапоритові пласти та різноманітні озерні вапняки та доломіти . Шари вулканічного попелу в різних відкладеннях від тодішнього активного вулканічного поля Абсарока на півночі в околицях Єллоустоуну та вулканічного поля Сан-Хуан на південному сході забезпечують датовані горизонти всередині відкладень.
Поклади трони в окрузі Світвоте, (штат Вайомінг) відомі різноманітністю рідкісних евапоритових мінералів. Формація Грін-Рівер є типовим місцем розташування восьми рідкісних мінералів: бредлеїту, евальдиту, лофлініту, маккельвеїту-(Y), норсетиту, паралабунцовіту-Mg, шортиту та вегшайдериту. Тут також є поклади муассаніту (SiC) та 23 інших видів мінералів.

## Циклічність
Ліжка демонструють яскраво виражену циклічність, причому чітко помітні орбітальні компоненти прецесії, нахилу та ексцентриситету. Це дає змогу здійснити внутрішнє датування пластів із високим ступенем точності, а астрохронологічні дати дуже добре узгоджуються з радіометричними .

## Зони скам'янілостей

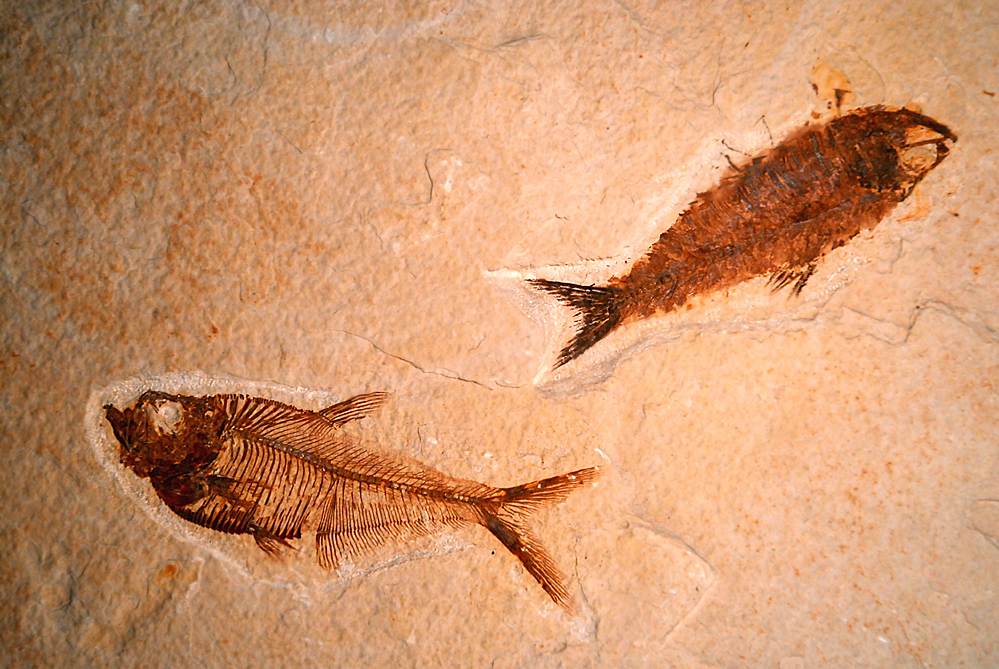
Diplomystus (ліворуч) і Knightia (праворуч), дві викопні риби з одного з озер у формації Грін-Рівер

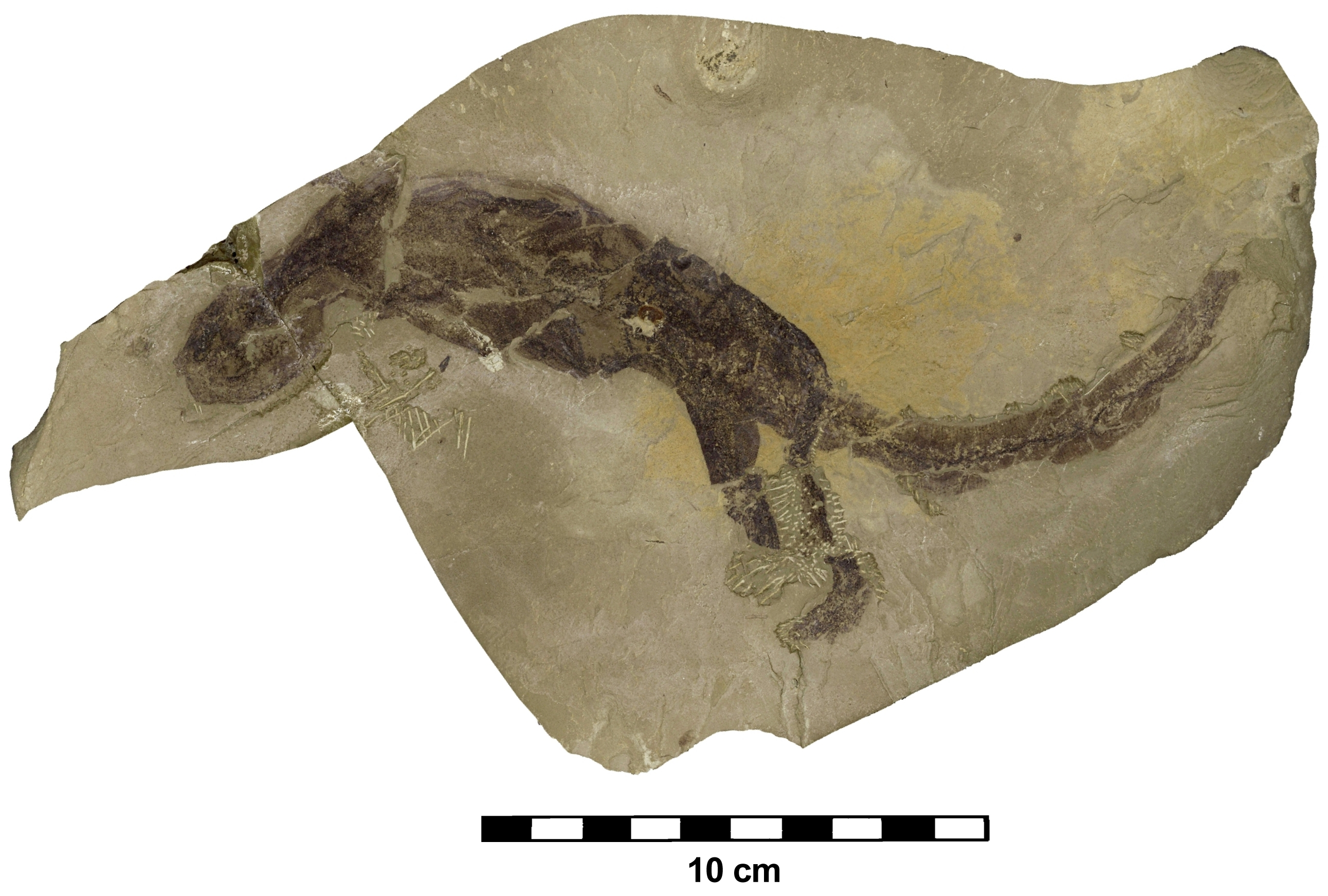
Ящірка-крокодил (Shinisauridae) збереглася у вигляді мінералізованої плівки.

У формації Грін-Рівер на південному заході Вайомінгу в районі, відомому як Fossil Lake, дві окремі зони дуже дрібнозернистого вапняного шламу особливо відомі тим, що зберегли різноманітні повні та детальні скам'янілості. Ці шари є еоценовим лагерштеттом, рідкісним місцем, де були сприятливі умови для багатого накопичення непорушених скам'янілостей. Найпродуктивніша зона, яка називається split fish layer, складається з серії шаруватих або порізаних вапняних мулів приблизно 1,8 м завтовшки, який містить велику кількість риби та інших копалин. Їх легко розділити на шари, щоб виявити скам'янілості. Ця тонка зона становить приблизно 4000 років відкладень. Друга зона скам'янілостей 18 inch layer, є неламінованим шаром приблизно 46 см (18 дюймів, звідси і назва) завтовшки, яка також містить велику кількість детальних скам'янілостей, але з нею важче працювати, оскільки вона не складається з подільних пластинок.

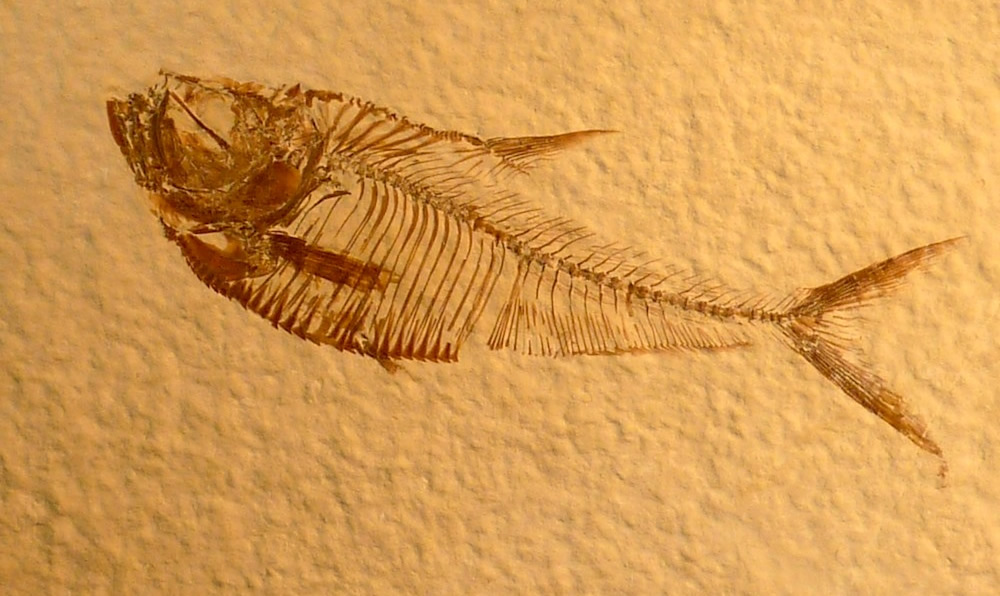
Diplomystus dentatus з розщепленого рибного шару формації Грін-Рівер

Вапнякова матриця настільки дрібнозерниста, що скам'янілості включають рідкісні м'які частини цілих комах і опале листя з вражаючими деталями. Близько 35 000 викопних порід із формації Грін-Рівер зберігаються в Смітсонівському інституті у Вашингтоні.
Скам'янілості риб Diplomystus і Knightia знайдені в озері Fossil Lake. Лише в озері Gosiute є скам'янілості сомів (родини Ictaluridae та Hypsidoridae) і чукучанів (Catostomidae). Сом водиться переважно в найглибших частинах озера.

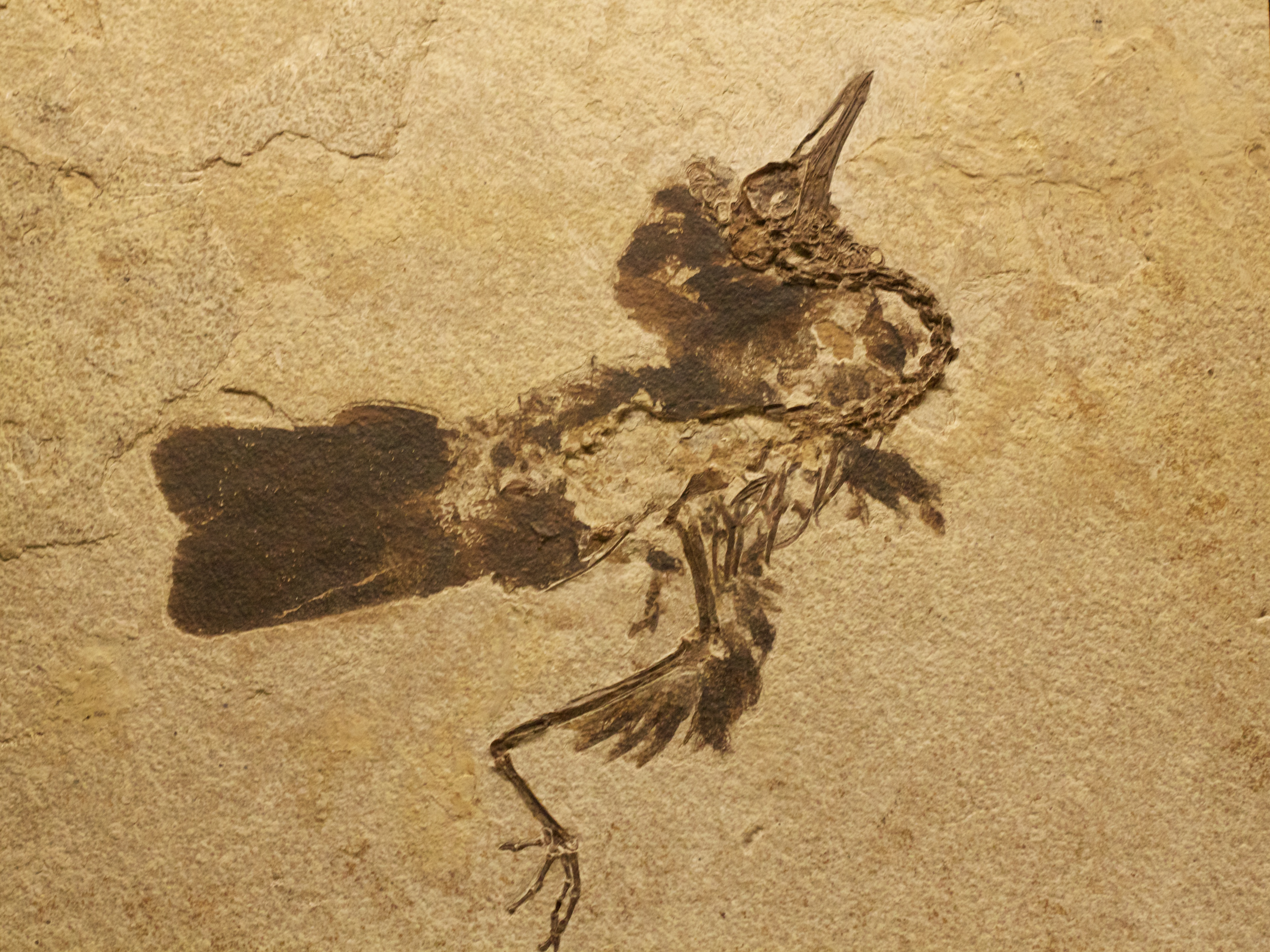
Невідомий птах із формації Грін-Рівер зі збереженим пір'ям

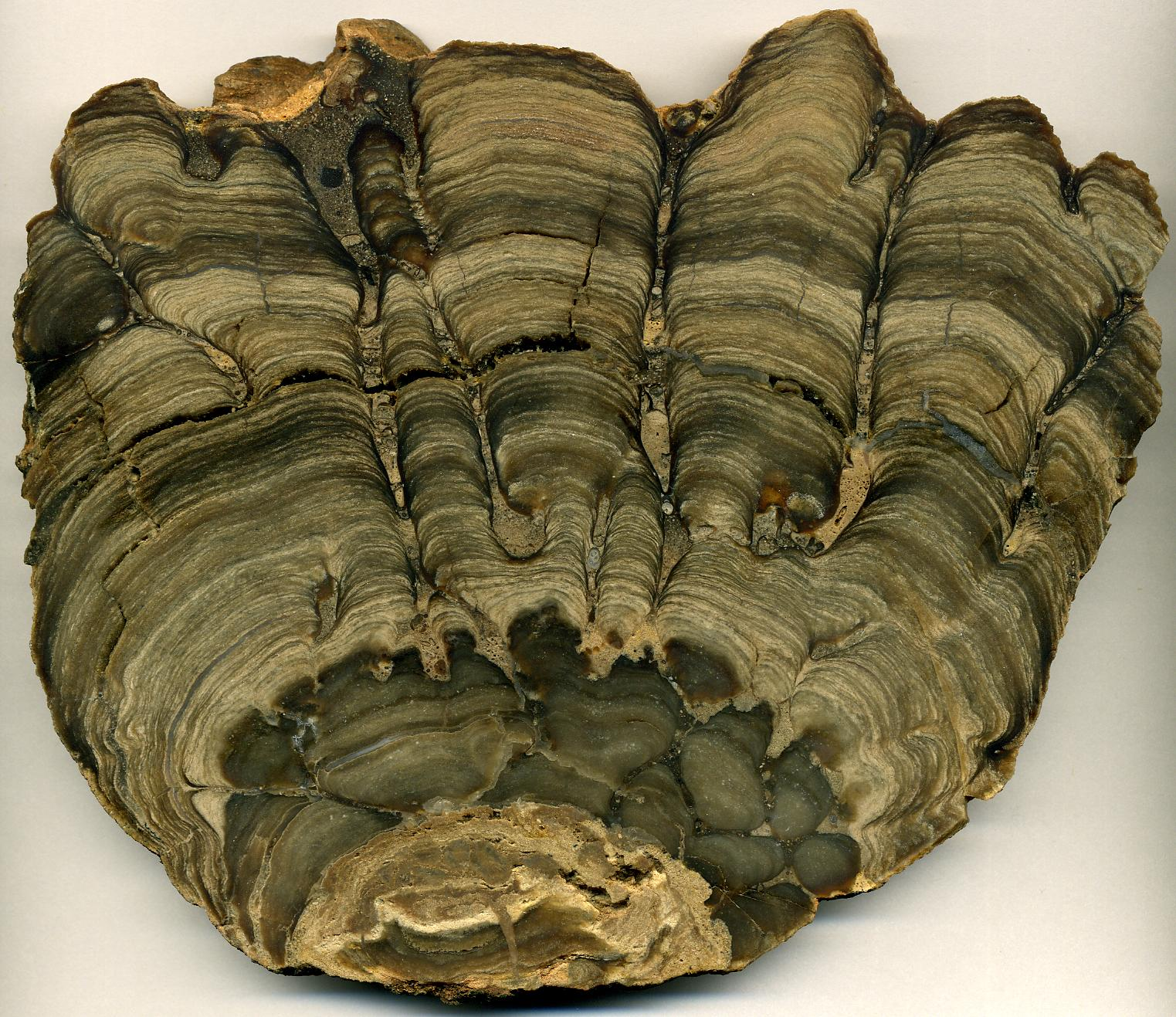
Строматоліту з еоценового озера Госуїт на південному заході Вайомінгу

Різноманітні пласти скам'янілостей формації Грін-Рівер охоплюють період тривалістю 5 мільйонів років і датуються віком від 53,5 до 48,5 мільйонів років. Цей проміжок часу включає перехід між вологим кліматом раннього еоцену та трохи сухішим кліматом середини еоцену. Клімат був достатньо вологим і м'яким, щоб підтримувати крокодилів, які не переносять морозу, а озера були оточені платановими лісами (наприклад, Platanus wyomingensis). Оскільки конфігурації озера змінювалися, кожне місце Грін-Рівер відрізняється характером і часом. Озерна система утворилася над дельтами річок, що лежать нижче, і зрушилася в рівнинному ландшафті з легкими тектонічними рухами, отримавши відкладення з високогір'я Уїнти та Скелястих гір на схід і північ. Лагерштетт утворювався в безкисневих умовах у тонкому карбонатному мулі, який утворювався на дні озер. Брак кисню уповільнив розвиток бактерій, тому тут збереглися листя пальм, папоротей і платанів, деякі з яких демонструють пошкодження комахами під час свого росту, були покриті дрібнозернистим осадом і збережені. Комахи збереглися цілими, навіть ніжні перетинки крил комах і павутина павуків.
Також збереглися хребетні тварини, включно з остеодермами Borealosuchus. Тут багато скам'янілостей риб. Скам'янілості оселедцеподібної Knightia є одними з найбільш поширених скам'янілостей на комерційному ринку. Було два роди місцевих прісноводних скатів Heliobatis і Asterotrygon. Всього в Грін-Рівер було знайдено приблизно шістдесят таксонів хребетних. Крім риб, вони включають щонайменше одинадцять видів рептилій, деяких птахів і одного броненосцяBrachianodon westorum, з деякими розкиданими хребцями інших ссавців, як-от непарнопалий Meniscotherium розміром із собаку та Notharctus, один з перших приматів. Тут трапляються найдавніші відомі кажани (Icaronycteris index і Onychonycteris finneyi), які вже повністю пристосовані для польоту. Навіть змія, Boavus idelmani, потрапила в озеро і збереглася в аргіліті.

## Горючі сланці

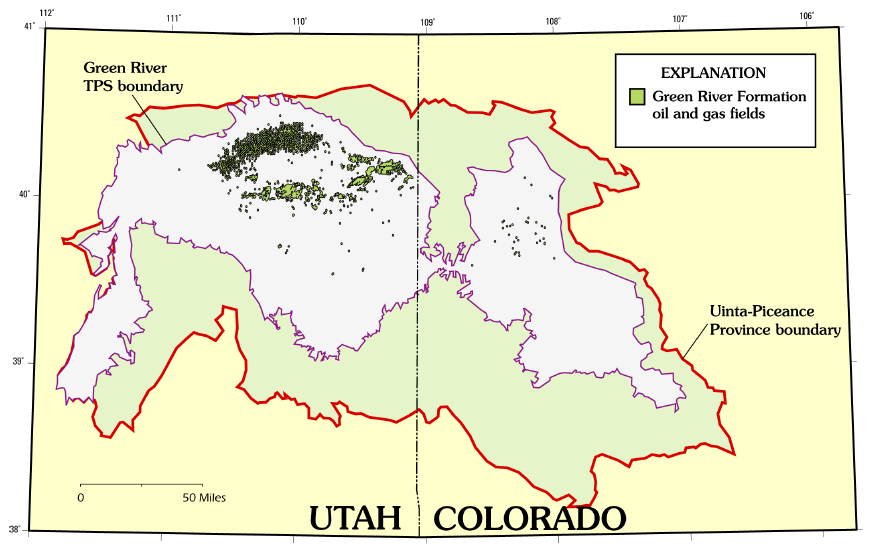
Нафтогазові родовища формації Грін-Рівер у басейні Уїнта та басейні Пісенс

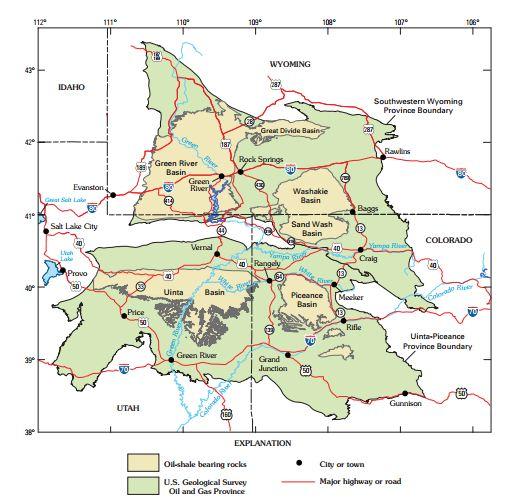
Райони горючих сланців формації Грін-Рівер (штати Колорадо, Юта та Вайомінг)

Формація Грін-Рівер містить найбільше родовище горючих сланців у світі. За оцінками, запаси горючих сланців можуть становити до 3 трлн барелів сланцевої нафти. До половини з них можна видобути за допомогою технологій видобутку сланцевої нафти (піроліз, гідрогенізація або термічне розчинення керогену в горючих сланцях).
Горючий сланець Грін-Рівер є ламозитом озерного типу. Органічні речовини походять із синьо-зелених водоростей (ціанобактерій) .

## Значні родовища корисних копалин
Незвичайний хімічний склад озер, у яких він був відкладений, робить формацію Грін-Рівер основним джерелом карбонату натрію. На південному заході штату Вайомінг формація містить найбільші в світі родовища трони, а в Колорадо — найбільші в світі родовища нагколіту . Іншим незвичайним мінералом, наразі відомим лише з Парашут-Крік, є кристалічний нікель-порфіриновий мінерал абельсоніт.